# 鈴木安昭
鈴木安昭（すずき やすあき、1930年3月14日 - 2011年8月8日）は、日本の経営学者。青山学院大学名誉教授。

## 生涯
東京出身。1953年東京商科大学卒、青山学院高等部教諭、カナダ・マギル大学大学院に学ぶ。青山学院大学経営学部専任講師、助教授、教授、経営学部長、副学長。1998年定年、名誉教授、豊橋創造大学短期大学部学長、2003年教授。2008年退任。
1978年中小企業研究奨励賞受賞。1981年日本商業学会学会賞優秀賞。1986年「昭和初期の小売商問題と公共政策の形成に関する研究」で神戸大学より商学博士の学位を取得。元日本中小企業学会副会長。

## 著書
- 『商業の広域診断』例解経営診断基礎講座 同友館 1974
- 『例解商業の広域診断 新版』同友館 1976
- 『昭和初期の小売商問題 百貨店と中小商店の角逐』日本経済新聞社 1980
- 『流通と商業』旺文社 ラジオ大学講座 1983、放送大学教育振興会 1985
- 『新・流通と商業』有斐閣 1993
- 『日本の商業問題』有斐閣 2001

### 共編著
- 『商業論』田村正紀共著 有斐閣新書　1980
- 『マテリアル流通と商業』関根孝・矢作敏行共編 有斐閣 1994
- 『最新商業辞典』白石善章共編 同文館出版 1995

### 翻訳
- ブライアン・J.L.ベリー『小売業・サービス業の地理学 市場センターと小売流通』西岡久雄・奥野隆史共訳 大明堂 1970
- ピーター・スコット『小売業の地域構造』大明堂 1979

## 論文
- <鈴木安昭